# Charles Jacqueau
Charles Jacqueau, né le 6 janvier 1885 dans le 1er arrondissement de Paris,, ville où il est mort le 11 novembre 1968 au sein de l'Hôpital Saint-Michel dans le 15e arrondissement, est un dessinateur en  joaillerie. 
Employé en 1909 par Louis Cartier, il fut le directeur  de la Création de la joaillerie Cartier de 1911 à 1935 dans l'unique magasin qui se trouvait -  à l'époque - au no 13, rue de la Paix à Paris.
Ses filles Marie-Rose et Fanny Jacqueau ont fait en 1998,une donation de ses carnets personnels et de 4200 dessins au Musée des Beaux Arts de la Ville de Paris  - dans le  Petit Palais  -,.

## Expositions
Centre d'Art et d'exposition de la République fédérale d'Allemagne 